# Происхождение названий штатов Мексики
Ниже приведен список штатов Мексики с указанием этимологии их названий. Испанское происхождение имеют 12 названий (11 — собственно испанское и 1 — баскское), остальные 19 названий имеют аборигенное происхождение: 12 — с языков науатль, 2 — пурепеча, по 1 — каита, кора, опата, чонтальский и юкатекский.
| Название штата          | Язык, из которого происходит название | Слово, от которого происходит название | Значение и комментарии |
| ----------------------- | ------------------------------------- | -------------------------------------- | --- |
| Агуаскальентес          | Испанский                             | aguas calientes                        | Буквально — «горячие воды». Когда город был основан в 1575 году, ему было дано название из-за обилия в регионе горячих источников, которые до сих пор используются на многочисленных курортах и в домашних хозяйствах. |
| Нижняя Калифорния       | Испанский                             |                                        | Испанские колонии Калифорнии в 1804 году были разделены на Верхнюю (Alta) и Нижнюю (Baja) Калифорнии. В связи с низкой плотностью населения, после образования в 1821 году независимой Мексики они стали территориями, а не штатами. В результате американо-мексиканской войны 1846—1848 годов, по договору Гвадалупе-Идальго Верхняя Калифорния отошла США, а Нижняя — Мексике. Территория Нижняя Калифорния была в 1931 году разделена мексиканским правительством на две части: Территория Север Нижней Калифорнии, и Территория Юг Нижней Калифорнии. Северная часть в 1952 году была преобразована в штат Нижняя Калифорния, а южная — в 1974 году в штат Южная Нижняя Калифорния. Этимолония топонима точно не установлена. Согласно наиболее распространённой версии, название появилось из-за одной из самых известных картографических ошибок в истории, связанной с мифическим островом Калифорния. В 1533 году на юго-восточную оконечность полуострова высадились испанцы под командованием Фортуна Хименеса; предположительно, он и дал полуострову (принятому им за остров) название «Калифорния» (исп. California), заимствованное из популярного в то время рыцарского романа «Деяния Эспандиана». По другой версии, полуостров в 1535 году открыл Э.Кортес, воодушевлённый романом Родригеса де Монтальво, и присвоил ему название «Санта-Крус» («Святой Крест»), но затем это название, как уже неоднократно использованное в Новом Свете, было заменено на «Калифорния». Во всяком случае, на карту Д. Кастильо 1541 года уже было нанесено название «Калифорния». См. также Топонимия Калифорнии. |
| Южная Нижняя Калифорния | Испанский                             |                                        | См. выше. |
| Кампече                 | Юкатекский                            | Kaan Peech                             | Название происходит от города Кампече, который был основан в 1540 году испанскими конкистадорами под названием «Сан-Франциско-де-Кампече» на месте ранее существовавшего города майя Кан Печ. Аборигенное название означает «место змей и клещей». По версии Е. М. Поспелова, конкистадоры назвали «страной Кампече» западное побережье полуострова Юкатан и омывавший его залив из-за произраставших там кампешевых (сандаловых) деревьев с ценной древесиной. |
| Чиуауа                  | Науа                                  | xicuahua                               | Штат получил название от своей столицы, города Чиуауа. Считается, что название Чиуауа произошло из языка науа, но его точное значение не известно. Основные гипотезы — сухое место или между двух рек. |
| Чьяпас                  | Науа                                  | Chi(y)apan                             | Происходит из языка науа, от «chiapan» — «река чиа» (чиа — мексиканское эндемическое растение). Флексия множественного числа связана с существованием двух территорий с одинаковым названием. одна из которых принадлежала испанцам, а вторая — индейцам. |
| Коауила                 | Науа                                  | Coacuilan либо Coatl+ Huila            | По оценке автора словаря ацтекизмов Луиса Кабреры, может означать «место змей причудливой окраски». По другой версии — «летающая змея». |
| Колима                  | Науа                                  | Coliman                                | Название от главного города штата — Колима. Топоним может обозначать «место, которое находится в руках деда», где антропоморфный образ «деда», скорее всего, ассоциируется с вулканом либо с «местом, которое находится в руках предков». |
| Дуранго                 | Баскский                              |                                        | Название от главного города штата Виктория-де-Дуранго, название которому дал в 1563 году капитан Франсиско Ибарра в честь своего родного города Дуранго, расположенного в Стране Басков. Город Виктория-де-Дуранго стал столицей основанной Ибарра провинции «Новая Вискайя» вице-королевства Новая Испания. |
| Гуанахуато              | Пурепеча                              | Quanax Huato                           | Название от главного города штата - Гуанахуато. Топоним происходит из языка индейцев пурепеча и означает «место, где обитают лягушки». |
| Герреро                 | Испанский                             |                                        | Назван в честь героя войны за независимость Мексики, 2-го президента страны Висенте Герреро (исп. Vicente Ramón Guerrero Saldaña, 1782—1831). |
| Идальго                 | Испанский                             |                                        | Назван в честь героя войны за независимость Мексики Мигеля Идальго (исп. Miguel Gregorio Antonio Ignacio Hidalgo y Costilla y Gallaga Mondarte Villaseñor, 1753—1811). |
| Халиско                 | Науа                                  | Xālixco                                | Топоним означает «на поверхности песка». |
| Мехико                  | Науа                                  | Mēxihco                                | Название штата и страны в целом происходят из языка науатль. По оценке Франсиско Сантамарии, автора «Словаря мексиканизмов», топоним происходит из ацтекского слова mizquitl — названия акаций, произраставших в местах обитания ацтеков, которое в последующем трансформировалось в mixicas. |
| Мичоакан                | Науа                                  | Michhuahcān                            | На науатле michhuahcān означает «поселение рыбаков». По другой версии, топоним происходит из слова языка тарасков Michmacuan, которое означает «место рядом с водой». |
| Морелос                 | Испанский                             |                                        | Назван в честь героя войны за независимость Мексики Хосе Мария Морелоса (исп. José María Teclo Morelos y Pavón, 1765—1815). |
| Наярит                  | Кора                                  | Nayar, Nayarit                         | Антропотопоним, происходящий от имени вождя индейцев племени кора. В переводе означает «сын бога, который находится на небе и на солнце». |
| Нуэво-Леон              | Испанский                             |                                        | Назван в честь испанского города Леон, родины короля Испании Филиппа II. |
| Оахака                  | Науа                                  | Huāxyacac                              | По мнению мексиканского лингвиста Х. М. Брадомина, топоним происходит от ацтекского Huāxyacac — «на кончике акации» (huaxin — «акация», yacatl — «кончик», -ca — предлог «на»). |
| Пуэбла                  | Испанский                             |                                        | Название от главного города штата — Пуэбла. Название городу дано первыми высадившимися в этом месте испанцами и первоначально звучало как Пуэ́бла-де-лос-А́нхелес (исп. Puebla de los Ángeles), в связи с чем город имеет прозвище Анхело́полис (исп. Angelópolis, «город ангелов»). |
| Керетаро                | Пурепеча                              | Crettaro                               | Топоним происходит от слова на языке индейцев пурепеча Crettaro и означает «игра в мяч». |
| Кинтана-Роо             | Испанский                             |                                        | Назван в честь героя войны за независимость Мексики Андреса Кинтана-Роо (1787—1851). |
| Сан-Луис-Потоси         | Испанский                             |                                        | Первая часть названия — «Сан-Луис» — дана в честь короля Франции Людовика IX Святого (1214—1270), руководителя 7-го и 8-го крестовых походов, вторая — «Потоси» — является метафорой-сравнением города с боливийским городом Потоси, прославившегося своими серебряными рудниками. |
| Синалоа                 | Каита                                 | sina + lobola                          | Топоним происходит из языка каита и означает «круглая питайя» (разновидность кактуса): sina — «питайя», lobola — «круглый». |
| Сонора                  | Опата                                 | xunuta                                 | Происходит из языка индейцев опата и означает «место кукурузы» в силу того, что индейцы использовали листья кукурузы для покрытия крыш жилищ. |
| Табаско                 | Науа (?)                              | Tlapalco(?)                            | Название впервые появляется в хронике «Правдивая история завоевания Новой Испании» (1557—1575) Берналя Диаса дель Кастильо. Этимология топонима противоречива. Согласно одной версии, происходит от формантов tlalli — «земля»,palli — «ровная» и форманта места -co, то есть «ровная земля». Согласно другой версии, топоним происходит от Tlapalco («влажная земля»:tlalli — «земля», paltic — «влажная» и формант места -co). |
| Тамаулипас              | Науа                                  | Tamaholipa                             | Происходит из языка науатль и означает «высокие горы». |
| Тласкала                | Науа                                  | Tlaxcallān                             | Происходит из языка науатль и означает «место, где делают тортильи». |
| Веракрус                | Испанский                             | vera cruz                              | Название происходит от главного города штата — Веракрус (исп. Veracruz, «Истинный Крест»). Название городу в 1519 году дал Эрнан Кортес, который высадился на берег Мексики в неделю Воздвижения Креста Господня. |
| Юкатан                  | Чонтальский                           | Yokot’an                               | Топонимическая легенда гласит, что когда испанцы впервые вышли на берег на полуострове Юкатан, они спросили местных жителей: «Что это за место?» Местные индейцы, не понимая по-испански, ответили yucatan («не понимаю»), а испанцы приняли это за название местности. Вероятно происхождение из языка чонтальских майя, которые называют себя Yokot’anob или Yokot’an — «говорящие на чонтальском». |
| Сакатекас               | Науа                                  | zacatēcah                              | Штат назван в честь его столицы, Сакатекаса. Топоним, вероятно, происходит от науатльского zacatl — «люди, живущие на траве», или «место, где много сакате» (сакате — весьма распространённый в Мексике злак). |

### на русском языке
- Литвин И.П. Географические названия Мексики // Вопросы географии : сборник. — 1962. — № 58. — С. 139—150.
- Никонов В.А. Краткий топонимический  словарь. — М.: Мысль, 1966. — 509 с. — 32 000 экз.
- Поспелов Е. М. Географические названия мира. Топонимический словарь / отв. ред. Р. А. Агеева. — 2-е изд., стереотип. — М.: Русские словари, Астрель, АСТ, 2002. — 512 с. — 3000 экз. — ISBN 5-17-001389-2.
- Поспелова Н.М.,Чеснокова О.С. Топонимика Мексики:названия  штатов  и их столиц // Вестник Российского Университета Дружбы Народов. Серия:Русский и иностранный языки и методика их преподавания : журнал. — 2005. — № 1. — С. 227—237.
- Словарь географических названий зарубежных стран / А. М. Комков. — М.: Недра, 1986. — 459 с.

### на других языках
- Tibón, Gutierre (1980 2a edición), Historia del nombre y de la fundación de México, México: Fondo de Cultura Económica. ISBN 9681602951 ISBN 9789681602956